# هارولد كوتن
هارولد كوتن هو لاعب هوكي جليد كندي، ولد في 5 نوفمبر 1902 في Nanticoke, Ontario ‏ في كندا، وتوفي في 9 سبتمبر 1984.

## وصلات خارجية
- هارولد كوتن على موقع دوري الهوكي الوطني (الإنجليزية)
- هارولد كوتن على موقع قاعة مشاهير الهوكي (لاعب أن.إتش.أل) (الإنجليزية)
- هارولد كوتن على موقع EliteProspects.com (الإنجليزية)
- هارولد كوتن على موقع HockeyDB.com (الإنجليزية)
- هارولد كوتن على موقع Hockey-Reference.com (الإنجليزية)